# 藍野花園病院
藍野花園病院（あいのはなぞのびょういん）は、医療法人恒昭会が大阪府茨木市花園に設置する606床の精神病床を擁する大規模精神科病院である。

## 診療科・その他
- 精神科[1]
- 内科[1]
- 血液内科[1]
- リハビリテーション科[1]
- 歯科[1]
- 精神科作業療法[2]
- 精神科デイケア[2]

## 医療機関の指定・認定
（下表の出典）
| 保険医療機関 | 労災保険指定病院                                                                                           |
| 生活保護法指定病院（中国残留邦人等の円滑な帰国の促進並びに永住帰国した中国残留邦人等及び特定配偶者の自立の支援に関する法律（平成六年法律第三十号）に基づく指定医療機関を含む。） | 精神保健指定医の配置されている医療機関                                                                     |
| 指定自立支援医療機関（精神通院医療） | 精神保健及び精神障害者福祉に関する法律（昭和二十五年法律第百二十三号）に基づく指定病院又は応急入院指定病院 |
| 公害医療機関 | |

- 救急告示病院（二次救急）に指定されている[3]。
- このほか、各種法令による指定・認定病院であるとともに、各学会の認定施設でもある。

## 不祥事
- 2016年 - 当院の医師が精神保健指定医の資格取り消しの行政処分を受ける[4]。
- 2019年 - 当院に入院中の男性患者（48歳）のキャッシュカードが男性看護師（20代・事件後懲戒解雇）によって盗まれ、現金を引き出されていた。男性患者は2019年2月から約3カ月間、精神保健福祉法に基づき拘束されていた。拘束期間が終わった後に預金残高が40万円減っていることに気付いた男性患者が、精神科病院の入院患者らの相談を受けるNPO法人大阪精神医療人権センターに連絡し、事件が発覚した。2021年3月19日、大阪府警茨木警察署が窃盗の疑いで元看護師の男を書類送検した[5][6]。

## 交通アクセス
- JR京都線「摂津富田駅」、阪急京都本線「富田駅」より無料送迎バスを運行している（いずれも乗車時間15分）[7]。

## 周辺
- 高槻市立土室小学校[7]
- 名神高速道路[7]

## 関連施設
- 医療法人恒照会
  - 藍野病院(大阪府茨木市)
  - あいの訪問看護ステーション(大阪府茨木市)
  - 青葉丘病院(大阪府大阪狭山市)
  - あおば訪問看護ステーション(大阪府大阪狭山市)
  - あおばケアプランセンター(大阪府大阪狭山市)
  - アイノクリニック(大阪府大阪市)
  - うめだ訪問看護ステーション(大阪府大阪市)
- 学校法人藍野大学
  - 藍野大学(大阪府茨木市)
  - びわこリハビリテーション専門職大学(滋賀県東近江市)
  - 藍野大学短期大学部(大阪府茨木市・富田林市)
  - 藍野高等学校(大阪府茨木市)
  - 滋賀医療技術専門学校(滋賀県東近江市)
  - 藍野大学中央研究施設(大阪府茨木市)